# Wu Wei (músico)
Wu Wei (Jiangsu, 29 de abril de 1970) es un músico, compositor e intérprete de sheng chino que vive en Alemania. Con su instrumento toca repertorio tradicional chino, pero también obras europeas del barroco, clásico, música contemporánea avant-garde y jazz.

## Biografía
Wu Wei nació en China. Estudió el sheng en el Conservatorio de música de Shanghái. Obtuvo la beca DAAD en 1995, con la cual pudo ir a estudiar a Berlín a la Academia de música Hanns Eisler.

### Carrera musical
Se instaló en Alemania a partir de iniciar sus estudios ahí.
Grabó el concierto para sheng y orquesta, compuesto por Unsuk Chin, en el disco Unsuk Chin’s 3 Concertos, para el sello discográfico Deutsche Grammophon, con la Orquesta Filarmónica de Seúl, con la dirección de Myung-whun Chung.
Ha sido solista de diversas orquestas y ensambles de música de cámara, como la Orquesta Filarmónica de Berlín, la Orquesta Filarmónica de Seúl, la Orquesta Sinfónica de la BBC, The New Ensemble the Metropole Orchestra Holland, el Atlas Ensemble, entre otras.

Como intérprete de sheng, ha ayudado a que este instrumento que tiene una historia de cuatro mil años, se haya dado a conocer en Europa y a su desarrollo a partir del repertorio contemporáneo. Ha desarrollado técnicas nuevas, encargado nuevo repertorio, y también ha integrado géneros y estilos, pues con la exposición que tuvo a la música occidental, comenzó a integrar la improvisación, lo cual no se suele hacer en la música tradicional china. Como señala el mismo Wei:
En Alemania, estuve expuesto al jazz, la improvisación, la música clásica, la música de diferentes culturas y me abrió un camino diferente. Anteriormente, mi profesor había hecho un gran trabajo para desarrollar físicamente el instrumento, al hacerlo amplió su repertorio respetando su tradición. Entonces, con este nuevo estilo de sheng, podría tocar música tradicional china pero también otra música.
Ha estrenado unas 200 obras para sheng, entre las que se encuentran 10 conciertos para sheng y orquesta; así como obras de Jukka Tiensuu, Unsuk Chin, John Cage, Enjott Schneider, Toshio Hosokawa, Joerg Widmann, Tan Dun, Chen Qigang, Guo Weijing, Ruo Huang y Guus Janssen.
Sheng también es compositor, particularmente para el sheng, y algunas organizaciones y fundaciones le han encargado obras, como la Fundación Royaument, la Fundación de Cultura Alemana Saechsischen, Musica Viva de Munich, el Teatro Malakoff de París, entre otras.

## Premios y reconocimientos
- 1996 - Musica Vitale Competition Germany[3]
- 2002 - Musica Vitale Competition Germany[3]
- 2004 - Premio “Global Root” German world music[3]
- 2015 - International Classical Music Award[2]
- 2015 - BBC Music Magazine Award[2]

## Grabaciones
- Wu Wei: Sheng - Organ For The Mouth. Melisma, 1998[5]
- Unsuk Chin: 3 Concertos: Piano Concerto / Cello Concerto / Šu for Sheng and Orchestra. Deutsche Grammophon, 2014[6]
- Erratic Wish Machine. Stefan Schultze - Large Ensemble, Wu Wei. WhyPlayJazz, 2015[7]
- John Cage: Two3. Stefan Hussong & Wu Wei. Wergo, 2015[8][9]
- Automated Shadows. Insight Music, 2017[10]
- Silk Baroque, Wu Wei, Holland Baroque. PentaTone Classics, 2019[11]